# São Martinho de Antas
São Martinho de Antas era una freguesia portuguesa del municipio de Sabrosa, distrito de Vila Real.

## Superficie
São Martinho de Antas cuenta con 16,01 km² de superficie.

## Historia
Fue suprimida el 28 de enero de 2013, en aplicación de una resolución de la Asamblea de la República portuguesa promulgada el 16 de enero de 2013 al unirse con la freguesia de Paradela de Guiães, formando la nueva freguesia de São Martinho de Antas e Paradela de Guiães.

## Demografía
| Gráfica de evolución demográfica de São Martinho de Antas entre 2001 y 2011 |
|                                                                             |
| Datos según el nomenclátor publicado por el INE portugués.                  |